# Desmarestia viridis
Desmarestia viridis ist eine einjährige Braunalgenart aus der Ordnung der Desmarestiales, die auch an der Nordostatlantischen Küste in der Gezeitenzone vorkommt.

## Beschreibung
Die Art erreicht eine Länge von bis zu 50 cm. Der hellbraune, im Querschnitt rundliche bis leicht ovale Thallus ist entlang seiner Hauptachse etwa 1–2 mm breit und verfügt über zahlreiche gegenständig angeordnete Verzweigungen, die wiederum selbst gegenständig verzweigt sein können. Er ist über ein scheibenförmiges Haftorgan am Substrat befestigt. Eine Mittelrippe fehlt. Beim sichtbaren Thallus handelt es sich um die sporophytische Phase der Alge. Die Sporangien sind auf der gesamten Thallusoberfläche verteilt, mit dem bloßen Auge aber nicht zu erkennen. Die gametophytische Phase ist mikroskopisch klein. Beide Geschlechter werden auf demselben Thallus ausgebildet werden, die Alge ist also monözisch.

## Verbreitung
Desmarestia viridis ist in den kaltgemäßigten Teilen des Atlantik und Pazifik verbreitet. So findet man sie beispielsweise an den Küsten von Großbritannien, Irland, Skandinavien, Helgoland, Frankreich, Alaska, Kanada, Kalifornien, Chile und Russland auf steinigem Substrat (epilithisch). Sie ist vor allem im Frühjahr und Sommer in der Gezeitenzone bis in etwa 10 m Tiefe zu finden.

## Säureanreicherung
Wie auch andere einjährige Algen der Gattung Desmarestia reichert D. viridis während des Wachstums mittels aktiven Transports 
hohe Schwefelsäure-Konzentrationen in den Vakuolen an. Die Art wird im Englischen daher auch als stringy acid kelp bezeichnet. Dadurch wird möglicherweise der Fraßdruck durch herbivore Fische und Wirbellose verringert. Das führt auch dazu, dass gesammelte Exemplare dieser Art rasch verrotten und dass auch Belege anderer Arten schneller zerfallen, wenn sie beim Algensammeln über längere Zeit im gleichen Behälter gelagert werden. 

## Etymologie
Der Gattungsname Desmarestia ist nach dem französischen Zoologen Anselme Gaëtan Desmarest (1784–1838) benannt. Das Artepithet viridis bedeutet „grün“ und bezieht sich auf den Farbeindruck des Thallus. Besonders wenn die Alge beschädigt und dadurch Schwefelsäure freigesetzt wird, verfärbt sie sich dunkelgrün.